# لودفيغ دوتيش
لودفيغ دوتيش (بالألمانية: Ludwig Deutsch)‏ (فيينا، 1855 - باريس، 1935) رسام مستشرق نمساوي مقيم في باريس.
ولد لعائلة يهودية مرموقة. كان والده ممولاً وأحد رجال البلاط الامبراطوري النمساوي. درس في أكاديمية الفنون الجميلة النمساوية (1872-1875). ثم في عام 1878،أنتقل إلى باريس وأصبح مغرماً بفكرة الاستشراق.
كان على علاقة جيدة مع المستشرق النمساوي رودولف إرنست.

## معرض الصور

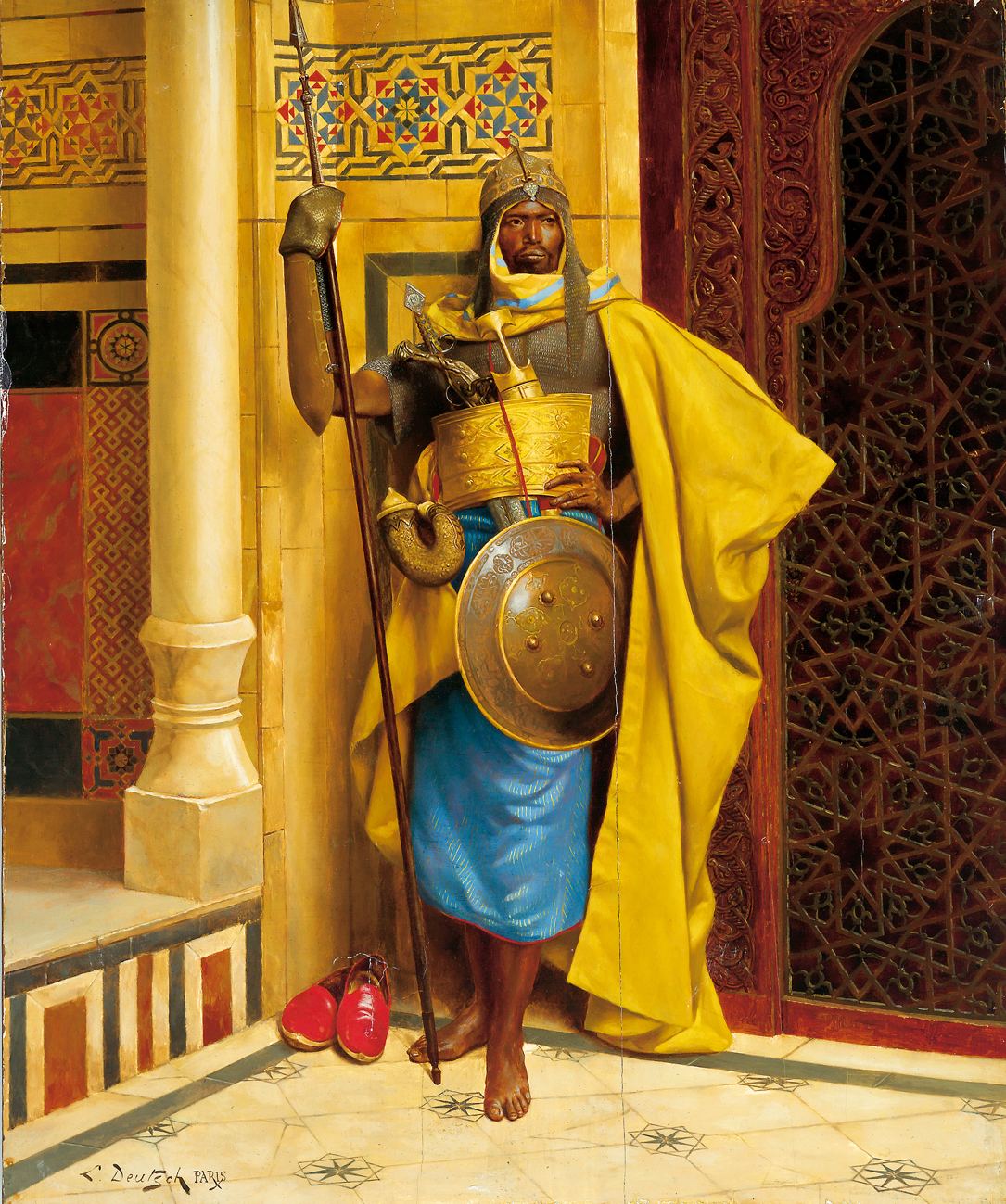
حارس القصر
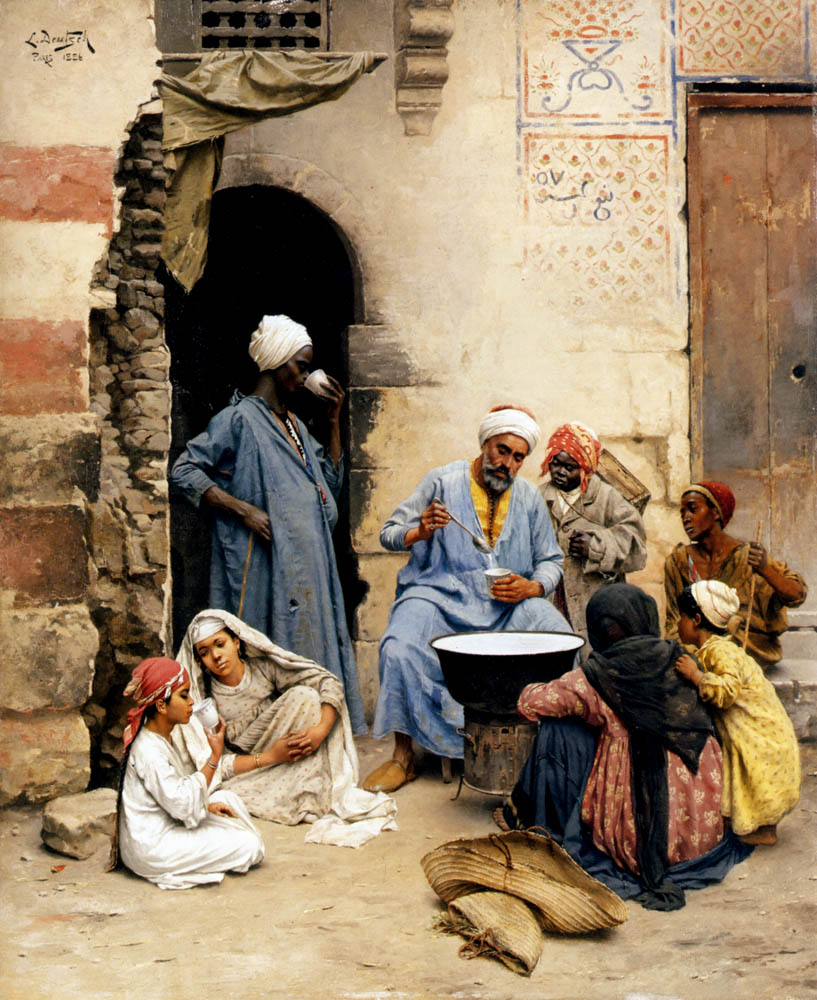
بائع السحلب
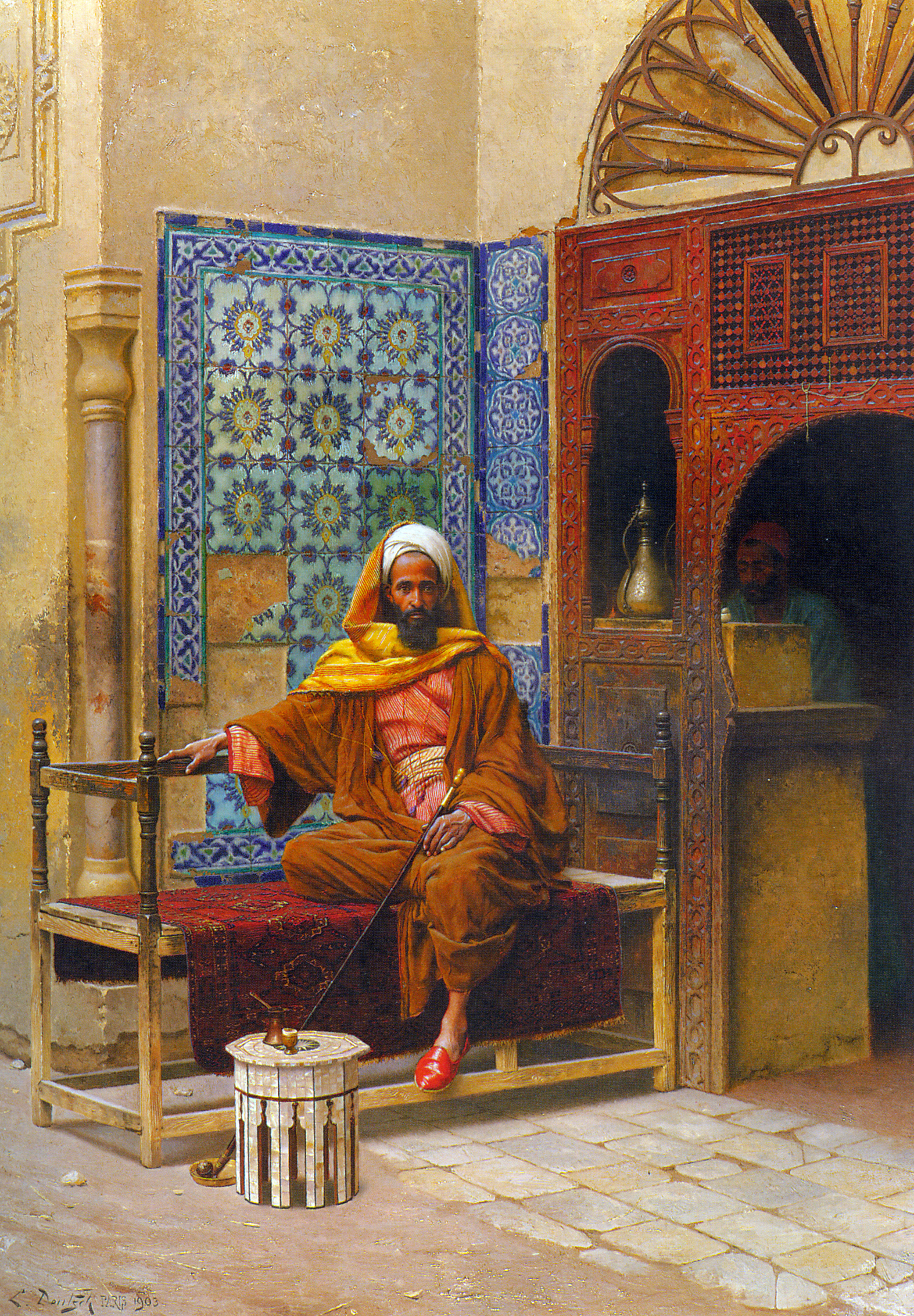
المدخن
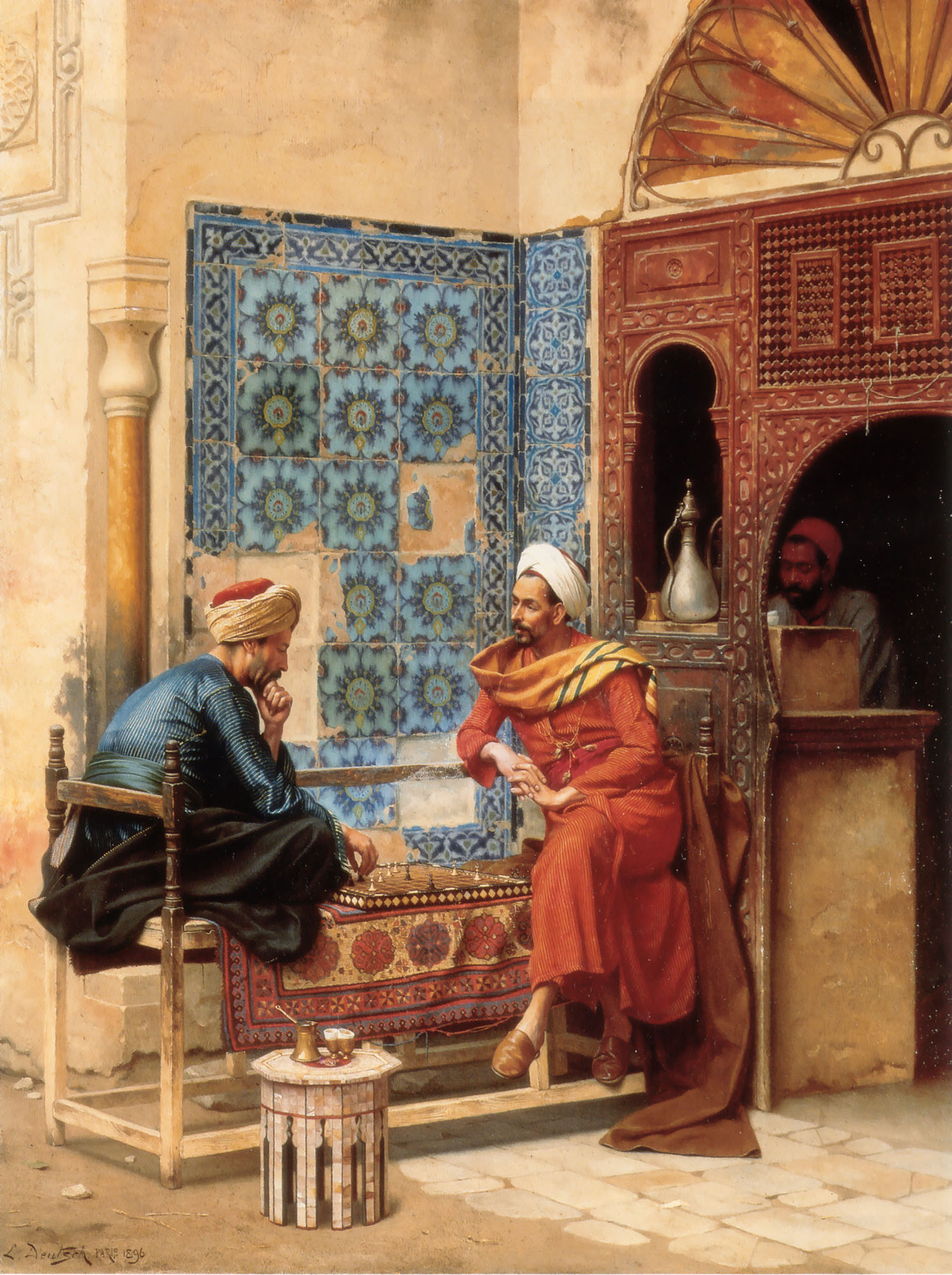
لعبة الشطرنج
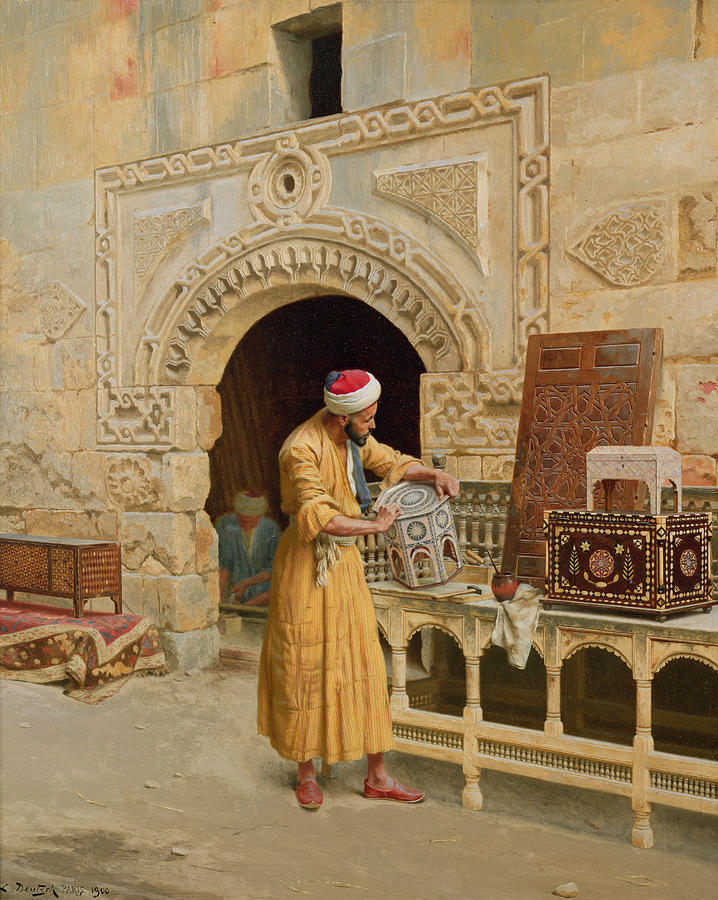
صانع الأثاث